# 琼南凤尾蕨
琼南凤尾蕨（学名：Pteris morii）为凤尾蕨科凤尾蕨属下的一个种。

## 扩展阅读
- 維基物種上的相關：琼南凤尾蕨